# Vrede van Noyon
De Vrede van Noyon werd in 1516 gesloten tussen Frans I, koning van Frankrijk, en keizer Karel V - als koning van Spanje (keizer van het Heilige Roomse Rijk zou hij pas in 1520 worden). Deze overeenkomst maakte samen met het Verdrag van Brussel een einde aan de Oorlog van de Liga van Kamerijk.
In 1515 had Frans I de Slag bij Marignano, bij Milaan, gewonnen van Ferdinand II van Aragon, die over het Hertogdom Milaan heerste. Toen Karel in 1516 Ferdinand opvolgde, maakte Frans I hiervan gebruik om hem de Vrede van Noyon op te leggen. Het verdrag bepaalde dat Frans I over het hertogdom Milaan zou heersen en dat Karel V Napels kreeg, op voorwaarde dat hij zou huwen met de dochter van Frans I.